# Liste der Monuments historiques in Jonquières (Oise)
Die Liste der Monuments historiques in Jonquières (Oise) führt die Monuments historiques in der französischen Gemeinde Jonquières auf.

## Liste der Bauwerke
| Bezeichnung       | Beschreibung              | Standort | Kennzeichnung | Schutzstatus | Datum | Bild           |
| ----------------- | ------------------------- | -------- | ------------- | ------------ | ----- | -------------- |
| Kirche St-Nicolas | Erbaut im 12. Jahrhundert | (Lage)   | PA00114721    | Classé       | 1920  | weitere Bilder |

## Liste der Objekte
| Bezeichnung                  | Beschreibung                    | Standort                        | Kennzeichnung | Schutzstatus | Datum | Bild |
| ---------------------------- | ------------------------------- | ------------------------------- | ------------- | ------------ | ----- | ---- |
| Chorgestühl                  | Holz, 18. Jahrhundert           | in der Kirche St-Nicolas (Lage) | PM60003544    | Inscrit      | 1913  |      |
| Skulptur Der Glaube          | Holz, Ende des 18. Jahrhunderts | in der Kirche St-Nicolas (Lage) | PM60003545    | Inscrit      | 1979  |      |
| Skulptur des heiligen Rochus | Holz, Ende des 18. Jahrhunderts | in der Kirche St-Nicolas (Lage) | PM60003546    | Inscrit      | 1979  |      |